# From Then to You
From Then to You (en español: ‘Desde entonces para ti’), también conocido como The Beatles' Christmas Album (en español: ‘El álbum navideño de los Beatles’) en Estados Unidos, fue un álbum recopilatorio editado en 1970, en el cual estaban incluidas las grabaciones navideñas de la banda de rock The Beatles, habían distribuido a los miembros de su Club Oficial de Fanes en el Reino Unido (e, intermitentemente, en los Estados Unidos) entre 1963 y 1969.

## Historia
De 1963 a 1969, los Beatles grabaron en disco breves mensajes de Navidad para sus fanes, cuyo contenido estaba integrado por diversos villancicos, parodias, y chistes, y donde el grupo daba las gracias a la lealtad de la «gente Beatle». La idea inicial provino del agente de prensa Tony Barrow. Los mensajes se basaban en los guiones que el propio Barrow escribía para cada una de las tres primeras grabaciones que la banda hizo de 1963 a 1965. A partir de 1966, los mensajes ya eran mayormente a iniciativa de los propios Beatles. Cada grabación se prensaba sobre un disco flexi de siete pulgadas, enviándose posteriormente de forma gratuita a cada miembro suscrito al Club de Fanes británico de la banda. En los Estados Unidos, estos saludos navideños solo llegarían en 1964 (basado en el mensaje británico de 1963), en 1966, 1967, 1968 y 1969.

## Los discos originales
1963: The Beatles' Christmas Record
- Fecha de grabación: 17 de octubre de 1963, EMI Studios, Londres
- Enviado a los miembros del Club de Fanes británico el 6 de diciembre de 1963 (Lyntone LYN 492), y a los miembros del Club estadounidense el 18 de diciembre de 1964
- Duración total: 5:03

La idea de los discos navideños del Club de Fanes de los Beatles provino del agente de prensa de la banda, Tony Barrow, como un medio de sortear la imposibilidad de poder contestar a la enorme cantidad de correo que los fanes les mandaba a los Beatles. Barrow se había inspirado en los mensajes navideños que la propia Reina de Inglaterra, Isabel II, daba públicamente por Navidad a sus súbditos. Después de grabar «I Want to Hold Your Hand» (la canción que habría de incrementar exponencialmente el número de seguidores del grupo) y «This Boy», los cuatro músicos se dispusieron a grabar el mensaje navideño siguiendo un guion escrito por el propio Barrow. Este y los próximos cuatro discos, hasta 1967, incluían también un boletín informativo del Club Oficial de Fanes de los Beatles. 
Contenido del disco: todos cantando «Good King Wenceslas»; introducción y agradecimientos: John (hablando sobre «Love Me Do» y el Royal Variety Show); Paul (hablando sobre gominolas y de lo que más les gusta hacer a los Beatles); «Good King Wenceslas» cantado en un fingido idioma alemán; Ringo (contando brevemente su historia con los Beatles y cantando «Good King Wenceslas» en la versión de salón); George (mencionando a las secretarias del Club de Fanes y cantando «Good King Wenceslas»); todos cantando al final «Rudolph The Red-Nosed Reindeer» 
1964: Another Beatles Christmas Record
- Fecha de grabación: 26 de octubre de 1964, EMI Studios, Londres
- Enviado a los miembros del Club de Fanes británico el 18 de diciembre de 1964 (Lyntone LYN 757)
- Duración total: 4:01

Después de grabar la versión del tema «Honey Don't» de Carl Perkins para su álbum Beatles for Sale, la banda se reunió de nuevo para leer un mensaje navideño siguiendo un guion escrito por Tony Barrow. Este disco fue el único que se podía escuchar a la velocidad de 45 r. p. m., al contrario que los demás, que lo hacían a 33 ⅓ r. p. m.. 
Another Beatles Christmas Record no fue enviado a los fanes estadounidenses. Por el contrario, en la Navidad de 1964, los seguidores estadounidenses recibieron una versión editada de The Beatles' Christmas Record, que ya se había enviado a los miembros del Club de Fanes británico el año anterior. Además, en lugar de utilizar un disco flexible, a los fanes americanos se les envió el mensaje en una triple cartulina de cartón, donde, en una de sus solapas, se encontraba «incrustada» la grabación navideña.
Contenido del disco: introducción al piano de «Jingle Bells»; Paul agradeciendo a los fanes la compra de sus discos; John agradeciendo a los fanes la compra de su libro In His Own Write; George agradeciendo a los fanes la visión de la película A Hard Day's Night ; Ringo agradeciendo a los fanes por ser fanes suyos; todos cantando «Oh, Can You Wash Your Father's Shirt?»
1965: The Beatles' Third Christmas Record
- Fecha de grabación: 8 de noviembre de 1965, EMI Studios, Londres
- Enviado a los miembros del Club de Fanes británico el 17 de diciembre de 1965 (Lyntone LYN 948)
- Duración total: 6:20

Después de grabar «Think for Yourself» para el álbum Rubber Soul, los Beatles volvieron a registrar un mensaje de Navidad siguiendo las directrices de un guion escrito por Tony Barrow. Incluía versiones burlescas, como el tema de «Eve of Destruction», de Barry McGuire, una breve referencia al «It's the Same Old Song» de los Four Tops, y la canción propia de «Yesterday». 
Los miembros del Club de Fanes de Estados Unidos no llegaron a recibir este (o cualquier otro) disco de Navidad en 1965. Por el contrario, se les mandó una tarjeta postal en blanco y negro con una foto de los «Fabulosos Cuatro» y el mensaje de saludo «Season's Greetings - Paul, Ringo, George, John». El boletín del Club de Fanes americano informaría posteriormente a sus miembros en su edición de abril de 1966 que el máster de la grabación no había llegado a tiempo para ser editado para la Navidad de 1965.
Contenido del disco: intro: «Yesterday», cantado en un tono intencionadamente desafinado; agradecimiento de los cuatro Beatles por las cartas y los regalos recibidos; «Happy Christmas to Ya List'nas»/«Down in the Jungle»/«Auld Lang Syne»; «It's the Same Old Song» (brevemente cantado por Lennon antes de que fuera avisado por sus compañeros de su posible violación de derechos de autor al ser grabado el tema en disco); los Beatles haciendo una farsa de retransmisión radiofónica: «Auld Lang Syne», cantada por los Beatles al estilo de Barry McGuire en su tema «Eve of Destruction»; «Christmas Comes But Once A Year», cantada por Lennon, después por todos; repetición de «Yesterday»; «Christmas Day», canturreado por McCartney al mismo tiempo que Lennon recitaba un mensaje.
1966: The Beatles' Fourth Christmas Record – Pantomime: Everywhere It's Christmas
- Fecha de grabación: 25 de noviembre de 1966, en las oficinas de Dick James Music, Londres
- Enviado a los miembros del Club de Fanes británico el 16 de diciembre de 1966 (Lyntone LYN 1145)
- Duración total: 6:36

McCartney convenció al resto de los Beatles (estando estos en plena cumbre de su creatividad) para que produjeran esta vez una verdadera y auténtica grabación que estuviera basada en las parodias de la comedia radiofónica The Goon Show —con la que los músicos crecieron en los años cincuenta— y que estaría completada con piezas de music-hall. El resultado fue Pantomime: Everywhere It's Christmas, con una portada diseñada por el propio McCartney. Éste fue el único disco del Club de Fanes de los Beatles en cuya contraportada constaba la lista de los temas que contenía. Por primera vez, aparecía un invitado en la grabación navideña de los Beatles, en este caso el road manager Mal Evans, quien solo saludó brevemente hacia el mensaje final del disco.
Una vez más, los miembros del Club de Fanes de Estados Unidos no obtuvieron su mensaje de Navidad en  flexi-disc. En su lugar, recibieron una tarjeta postal en la que se incluía la grabación del mensaje por un lado, y una versión corta del boletín informativo del Club de Fanes (con espacio suficiente para los datos del destinatario y su franqueo) por el otro.
Contenido del disco: canción: «Everywhere It's Christmas»; «Orowayna» (Corsican Choir and Small Choir); A Rare Cheese (Two Elderly Scotsmen); The Feast; The Loyal Toast; Podgy the Bear and Jasper; Felpin Mansions: Part One (Count Balder and Butler); Felpin Mansions: Part Two (The Count and the Pianist); canción: «Please Don't Bring Your Banjo Back»; Mal: «Everywhere It's Christmas»; repetición, cantada por todos: «Everywhere It's Christmas».
1967: The Beatles Fifth Christmas Record - Christmas Time (Is Here Again)
- Fecha de grabación: 28 de noviembre de 1967, EMI Studios, Londres
- Enviado a los miembros del Club de Fanes británico el 15 de diciembre de 1967 (Lyntone LYN 1360)
- Duración total: 6:10

La banda compuso e interpretó, para el nuevo mensaje destinado a sus fanes, una canción navideña propia titulada «Christmas Time (Is Here Again)» (oída en el disco en fragmentos), a la que rodearon de varias parodias al estilo del programa radiofónico de los años 50 The Goon Show. Victor Spinetti, actor y amigo de la banda, estuvo como invitado en la grabación dando las gracias a los fanes de parte de los Beatles. La canción del título se editaría posteriormente de forma conjunta con el poema «When Christmas Time is Over» —recitado por Lennon— para ser publicado en 1995 como cara B del sencillo «Free as a Bird», tema grabado a partir de una maqueta de Lennon por los restantes Beatles en 1994. El collage de la portada del disco navideño fue creado por John Lennon y Ringo Starr, mientras que la contraportada había sido adornada con uno de los dibujos de Julian Lennon.
Los fanes británicos recibieron el flexi-disc en una funda elaborada, mientras que los estadounidenses solo recibirían una postal similar a la de 1966.
Siendo una producción muy elaborada, la grabación de Christmas Time (Is Here Again) se había desarrollado sobre el concepto de seguir a varios grupos de personas haciendo una audición para un programa de radio de la BBC. La canción del título servía como estribillo a lo largo de todo el disco. Los Beatles representaron a multitud de caracteres, incluyendo a concursantes de programas de juego, a músicos aspirantes («Plenty of Jam Jars», de unos ficticios Revellers), y a actores en un drama radiofónico («Theatre Hour»). Al final, John leía un poema, «When Christmas Time is Over». 
Contenido del disco: «Christmas Time (Is Here Again)»; llegando a la BBC; «Christmas Time (Is Here Again)»; audición: baile de claqué; publicidad comercial; entrevista con Sir Gerald; «Christmas Time (Is Here Again)» (con risas); «On to the next round» (a la siguiente ronda); canción dedicada: «Plenty of Jam Jars», del grupo ficticio The Revellers; concurso; publicidad comercial; «Theatre Hour»; «Christmas Time (Is Here Again)»; concurso (2); Victor Spinetti dando las gracias en nombre de los Beatles; poema de Lennon: «When Christmas Time is Over»
1968: The Beatles Sixth Christmas Record - Happy Christmas
- Fecha de grabación: noviembre de 1968, en varias localidades
- Enviado a los miembros del Club de Fanes británico (Lyntone LYN 1743/4) y a los miembros del Club estadounidense el 20 de diciembre de 1968
- Duración total: 7:55

Con los Beatles apenas hablándose en este tiempo, se le dio permiso al amigo común del grupo y presentador de la BBC Kenny Everett a que hiciera la mezcla conjunta de las cintas que los integrantes de la banda habían grabado previamente para que fueran editadas en disco para la Navidad de 1968. Las grabaciones se hicieron mayormente en casa de cada uno de los músicos, excepto la de Ringo, que se hacía constar en la contraportada del disco que su mensaje se había grabado en la parte trasera de una furgoneta. Everett añadió para esta edición del disco varios fragmentos de música del recién publicado «Álbum Blanco» de los Beatles. El invitado para esta ocasión fue el cantante y músico americano Tiny Tim, que interpretó el tema «Nowhere Man» al final del disco navideño.  
Los fanes estadounidenses recibieron finalmente el mensaje en un flexi-disc para la Navidad de 1968, pero en una versión modificada de la funda británica de 1967.
Contenido del disco: saludo navideño de Ringo; breve introducción de «Ob-La-Di, Ob-La-Da»; Paul cantando «Happy Christmas, Happy New Year»; «Helter Skelter» (reproducción rápida); poema de John: «Jock and Yono»; «Baroque Hoedown», de Perrey y Kingsley; saludo navideño de George; saludo navideño de Mal Evans; sketch de John y Ringo; Paul cantando «Happy Christmas, Happy New Year»; poema de John: «Once Upon a Pool Table»; George presentando a Tiny Tim; Tiny Tim interpretando «Nowhere Man».
1969: The Beatles Seventh Christmas Record - Happy Christmas 1969
- Fecha de grabación: A finales de 1969, en varias localidades
- Enviado a los miembros del Club de Fanes británico (Lyntone LYN 1970/1) y a los miembros del Club estadounidense el 19 de diciembre de 1969
- Duración total: 7:42

Ensamblado otra vez por Everett, este disco sería realmente el canto del cisne de los Beatles: Harrison apenas aparecía en él; Ringo se mostró, sobre todo, interesado en promocionar su nueva película The Magic Christian; Paul tocando la guitarra acústica en su casa, y John viéndose envuelto con Yoko. El diseño de la portada corrió a cargo de Ringo, mientras que la contraportada había sido dibujada por Zak Starkey.
Por una vez, el lanzamiento estadounidense y británico era idéntico. La versión americana incluía igualmente en la etiqueta del disco un elaborado dibujo con las caras de los integrantes del grupo.
Contenido del disco: John y Yoko en su casa; saludo navideño de John; saludo navideño de George; Ringo canta «Good Evening to You Gentlemen»; fragmento de «The End»; John y Yoko en su casa; Paul canta «This is to Wish You a Merry Christmas»/saludo navideño y de Año Nuevo de Paul; música incidental; John y Yoko conversando sobre los años 70 y la paz; John y Yoko cantando «Happy Christmas» (parte 1 y 2); Ringo haciendo que su saludo «Merry Christmas» se transforme en «Magic Christian»; John y Yoko conversando sobre sus regalos de Navidad; música incidental: «The First Noel».

## Recopilación de los mensajes navideños
El 18 de diciembre de 1970, y ya con la ruptura de los Beatles siendo de dominio público, se les ofreció a los miembros de los Clubes de Fanes británico y estadounidense la oportunidad de adquirir (por 2 dólares y 50 centavos en el caso estadounidense) todos los siete mensajes navideños reunidos en soporte de disco de vinilo. 
Para confeccionar el máster del recopilatorio navideño, todos los temas se tomaron directamente de los flexis originales, en vez de las cintas usadas para la edición de estos discos. En Gran Bretaña se le dio a este recopilatorio el título de From Then to You, mientras que en Estados Unidos el LP salió con el título de The Beatles' Christmas Album. El contenido sonoro era en ambos discos el mismo, pero las portadas eran distintas. El álbum británico reproducía la portada del primer flexi disc que los Beatles habían mandado a sus fanes en 1963. En cambio, la portada del recopilatorio estadounidense mostraba, a través de cinco fotos individuales de cada miembro del grupo (y cuatro instantáneas mostrándolos en grupo), el cambio físico que habían experimentado los cuatro músicos a través de los últimos seis años en que compartieron su carrera musical juntos.

## The Beatles' Christmas Album
The Beatles' Christmas Album les llegarían a los miembros del Club de Fanes en los Estados Unidos probablemente en la primavera de 1971. A pesar de que hacía  recordar a los miembros del Club de que los Beatles ya no estaban juntos, tenía la ventaja de que la calidad del sonido en el disco de vinilo era mucho mejor que en los viejos discos flexibles y las tarjetas de sonido que los miembros del Club habían recibido con anterioridad; fue también la primera vez que los mensajes de 1964 y 1965 estuvieran disponibles en Estados Unidos. No mucho después de haberse publicado The Beatles' Christmas Album, empezaron a aparecer numerosas falsificaciones y bootlegs del álbum en el mercado.

## Uso de las grabaciones, y versiones
Muy poco de lo que los Beatles habían grabado para sus mensajes navideños se llegó a editar públicamente. En 1995, el tema «Christmas Time (Is Here Again)» —editado conjuntamente con el poema de Lennon «When Christmas Time is Over», aparecido en la misma grabación navideña de 1967— aparecería incluido en el nuevo sencillo «Free as a Bird» que los Beatles sobrevivientes habían grabado a partir de una maqueta de Lennon en 1994. 
Los diálogos finales de los mensajes navideños de 1965 y 1966 fueron empleados en la remezcla de la parte final del tema «All You Need is Love» aparecido en el álbum de 2006 Love. En él se podía escuchar claramente las frases del flexi de 1965 «Okay, put the red lights off!», de Harrison, y «And this is Johnny Leyton just saying: Good night to yous all and God bless yous.», de Lennon, y también la del flexi de 1966 «Jolly good, jolly good», de McCartney.
Una versión editada y abreviada del flexi de 1963 había aparecido como contenido extra desbloqueable en el videojuego de 2009 The Beatles: Rock Band. 
Ringo Starr grabaría su propia versión de «Christmas Time is Here Again» en su álbum navideño de 1999 I Wanna Be Santa Claus.

## Listado
- El listado del álbum comprendía el año en que se había editado originalmente cada mensaje navideño

Lado 1
1. 1963
2. 1964
3. 1965
4. 1966

Lado 2
1. 1967
2. 1968
3. 1969